# Camarena de la Sierra
Camarena de la Sierra is een gemeente in de Spaanse provincie Teruel in de regio Aragón met een oppervlakte van 79,54 km². Camarena de la Sierra telt 127 inwoners (1 januari 2016).

## Demografische ontwikkeling
Bron: INE, 1857-2011: volkstellingen

## Geboren in Camarena de la Sierra
- Urbano Navarrete Cortés (1920-2010), jezuïet, theoloog en kardinaal